# (22407) 1995 SK2
1995 أس كي 2 (ويعرف أيضًا باسم (22407) 1995 أس كي 2 وفق تسمية الكوكب الصغير) (بالإنجليزية: 1995 SK2)‏ هو كويكب ضمن حزام الكويكبات؛ وترتيبه 22407 من حيث الاكتشاف.
اكتُشف هذا الجُرم الفلكي بواسطة تاكيشي أوراتا ‏ في 17 سبتمبر 1995.

## وصلات خارجية
- (22407) 1995 SK2 في قاعدة بيانات مختبر الدفع النفاث لأجرام النظام الشمسي الصغيرة

- الاكتشاف · مخطط المدار ·  العناصر المدارية · المعلمات المادية

- (22407) 1995 SK2 على موقع ويكي سكاي: DSS2, SDSS, GALEX, IRAS, Hydrogen α, X-Ray, Astrophoto, Sky Map, Articles and images